# Halaphanolaimus pellucidus
Halaphanolaimus pellucidus är en rundmaskart som beskrevs av Rowland Southern 1914. Halaphanolaimus pellucidus ingår i släktet Halaphanolaimus och familjen Leptolaimidae. Arten är reproducerande i Sverige. Inga underarter finns listade i Catalogue of Life.